# 김상훈과 나트륨
김상훈과 나트륨은 2013년 정규 앨범 《위드 5집》으로 데뷔한 대한민국의 음악 그룹이다.

## 음반
- 위드 5집 (2013)
- 위드 6 1/2 집 (EP) (2014)
- 나처럼 해봐요 (2015)
- 오! 놀라워 (2016)
- Propose (2016)